# Denis Lensel
 (janvier 2015).
Si vous disposez d'ouvrages ou d'articles de référence ou si vous connaissez des sites web de qualité traitant du thème abordé ici, merci de compléter l'article en donnant les références utiles à sa vérifiabilité et en les liant à la section « Notes et références ».
Denis Lensel (né en 1954) est un journaliste français spécialisé dans les questions de religion, de famille et d'éducation. C'est également un spécialiste des Pays de l'est dans lesquels il a séjourné fréquemment. Il a également effectué des reportages au Moyen-Orient (Égypte, Liban), en Afrique noire (Niger) et en Chine.

## Biographie
Il est auteur ou coauteur de plusieurs ouvrages sur les questions de société (famille, éducation, santé, religion, problèmes de délinquance) et sur l'histoire des totalitarismes en Europe au XXe siècle (communisme, nazisme, islamisme radical, idéologies antifamiliales), comme Le passage de la mer Rouge : le rôle des Chrétiens dans la libération des peuples de l'Est (1991), Le levain de la liberté, l'Église et les totalitarismes du XXe siècle (1996), Génération JMJ (1997), La pensée unique : le vrai procès (1998), La famille à venir : une réalité menacée mais nécessaire (2000), Jean-Paul II vu par ... (2001), ou François le successeur, la complémentarité des papes (éditions Pierre Téqui 2020).
En 1992, il a obtenu le Prix de l'Académie d'éducation et d'études sociales pour son premier livre Le passage de la mer Rouge.
Diplômé d'études supérieures de lettres classiques et d'histoire contemporaine à la Sorbonne, Denis Lensel a été journaliste au Quotidien de Paris, après avoir débuté dans la Presse régionale. Chroniqueur à la revue L'Esprit libre (1996), il a collaboré à la chaîne de télévision KTO comme critique littéraire. Il a apporté sa contribution auprès de plusieurs radios dont France Culture et France Musique. Ces trente dernières années, il a écrit dans Le Figaro, Le Figaro Magazine, Le Point, Valeurs actuelles, France catholique, Famille Chrétienne, L'Homme nouveau et La Liberté de Fribourg. Il a aussi été secrétaire général de l'Association des écrivains catholiques de langue française, dont il est toujours membre.

## Publications (liste partielle)
- Le passage de la mer Rouge : le rôle des chrétiens dans la libération des peuples de l'Est, 1945-1990, Fleurus, 1991  (ISBN 2215017163)
- La pensée unique, le vrai procès, ouvrage collectif, Economica, 1998  (ISBN 2717837450)
- La Famille à venir. Une réalité menacée mais nécessaire, Economica, 2000  (ISBN 2717840354)
- Jean-Paul II vu par... (François-Xavier de Guibert), 2001  (ISBN 2868397360)
- Les autoroutes du mal, avec Jacques Bichot, Presses de la Renaissance, 2001  (ISBN 2856168167)
- Insupportables catholiques : du bon usage d'une discrimination négative (François-Xavier de Guibert), 2006  (ISBN 2-7554-0066-8)
- Atout famille, avec Jacques Bichot, Presses de la Renaissance, 2007  (ISBN 2750902312)
- Nous lui devons la liberté, la main tendue de Jean-Paul II à l'Est, sur Rome et les orthodoxes, Salvator, 2008
- Macron sous leur plume, Bod, 2018
- François le successeur, la complémentarité des papes, Editions Pierre Téqui, 2020
- Faisons chemin, des périphéries aux extrémités du monde, Entretiens avec Mgr Gérard Defois et Henri Hude, Editions Saint-Léger, 2022
- Le Bonheur de Pascal, Editions Saint-Léger, 2023
- Les Antigones de l'Evangile, Editions Artège 2024